# Mišljenje
Mišljenje, v širšem pomenu, obsega različne spoznavne procese, ki potekajo v delovnem spominu (predstavljanje, pomnjenje, presojanje, odločanje, sklepanje, sanjarjenje, načrtovanje, ocenjevanje, reševanje problemov). Ljudje so edina bitja, ki se o samem mišljenju tudi sprašujejo (kaj mišljenje je, kako se razvija ...).

## Vrste mišljenja
Mišljenje lahko razlikujemo glede na več stvari:

### Glede na odnos do stvarnosti
Realistično mišljenje - Kombiniranje stvarnih dejstev brez subjektivnega.
Domišljijsko mišljenje - Svobodnejše, pod vplivom subjektivnih dejavnikov, posameznikovih čustev in želja. Za rezultate domišljijskega mišljenja velja, da v svoji celostni obliki še niso bili narejeni, so unikatni.
Realističnega in domišljiskega mišljenja ne moremo povsem ločiti/razdvojiti, saj se ponavadi prepletajo objektivni in subjektivni dejavniki, nobenega od teh pa ne moremo popolnoma izločiti. Deljenje mišljenja je potemtakem odvisno samo od tega, kateri dejavniki prevladujejo (objektivni, subjektivni).

### Divergentno in konvergentno mišljenje
Po doktorju Joy Paul Guilfordu:
Konvergentno mišljenje - je osredotočeno na samo eno zamisel, daje pa predvidljive in tipične rešitve, ki temeljijo na predznanju in logičnem mišljenju.
Divergentno mišljenje - razvijanje številnih zamisli in iskanje oddaljenih povezav. Rešitve so nepričakovane in nenavadne, ter zahtevajo drugačno videnje problema in nove sinteze znanja - preseganje predhodnega znanja.

### Razlikovanje mišljenja z vidika njegovega razvoja
Konkretno mišljenje - V razvoju se pojavi najprej.
Abstraktno mišljenje - Razvije se pozneje, pri mišljenju uporabljamo tudi abstraktne pojme.